# Алексиевская пустынь
Свято-Алексиевская пу́стынь — Алексиевское архиерейское монастырское подворье, православная обитель; находится в селе Новоалексеевка Переславского района Ярославской области (Московский патриархат, Ярославская митрополия, Ярославская и Ростовская епархия), бывшая пустынь Феодоровского женского монастыря.

## История монастыря
В конце XIX века на этом месте была основана Алексиевская пустынь Феодоровского женского монастыря, что близ деревни Выползова слободка.
В 1891 году на средства купчихи Анны Афанасьевны Ашукиной был заложен храм Алексия, человека Божия, достроенный и освящённый в 1903 году. Архитектор храма — Константин Терский. Храм был одноглавым, с одной апсидой (и одним престолом внутри), бесстолпный, с пристроенной колокольней; в архитектурном смысле церковь была выстроена в эклектическом стиле. Её интерьер — лепнина и роспись — выполнены в стиле классицизма.
Рядом с храмом располагалось монастырское кладбище. Территория пустыни была обсажена по периметру соснами и елями.
В советское время пустынь была разграблена и разрушена.
Восстановление обители началось в 1991 году под руководством священника Алексия Василенко — на частные пожертвования и собственные сбережения. В том же году пустынь снова открыта как православная обитель — братство милосердия.
В настоящее время[уточнить] в Свято-Алексиевской пустыни более 400 насельников. Существует обитель за счёт собственного хозяйства, доходов от возделывания принадлежащей монастырю земли и частных пожертвований.
При обители открыты библиотека, более двадцати музеев самого разного профиля (всего более 80 тысяч единиц хранения). Работает детский центр для более 200 детей (в том числе сирот). В 1996 году открыта православная классическая гимназия памяти протоиерея Василия Лесняка, функционирует школа искусств, трудовая школа, аграрно-политехнический техникум. В связи с существованием детского центра и гимназии при пустыни, в целях безопасности детей доступ посетителей на обширную территорию, принадлежащую монастырю, ограничен.
С 2001 года при обители действует кадетский корпус. Ребята получают строевую, огневую, физическую, тактическую, инженерную подготовку, изучают военную топографию, химическую защиту.
В 2012 году обитель получила статус Архиерейского монастырского подворья.

## Архитектурный ансамбль
- Храм преподобного Алексия, человека Божия (1891—1903)

## Настоятели

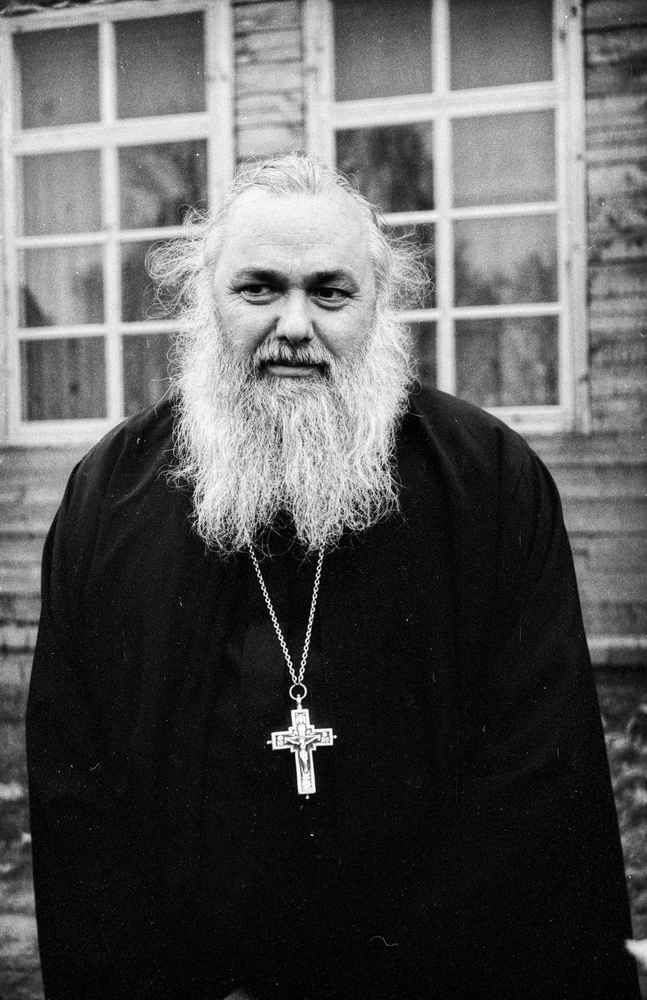
Настоятель, бывший протоиерей Алексей Василенко, ныне иеромонах Пётр Василенко

- Алексий (Василенко) (с 2011)

 (англ.)

## Фотографии

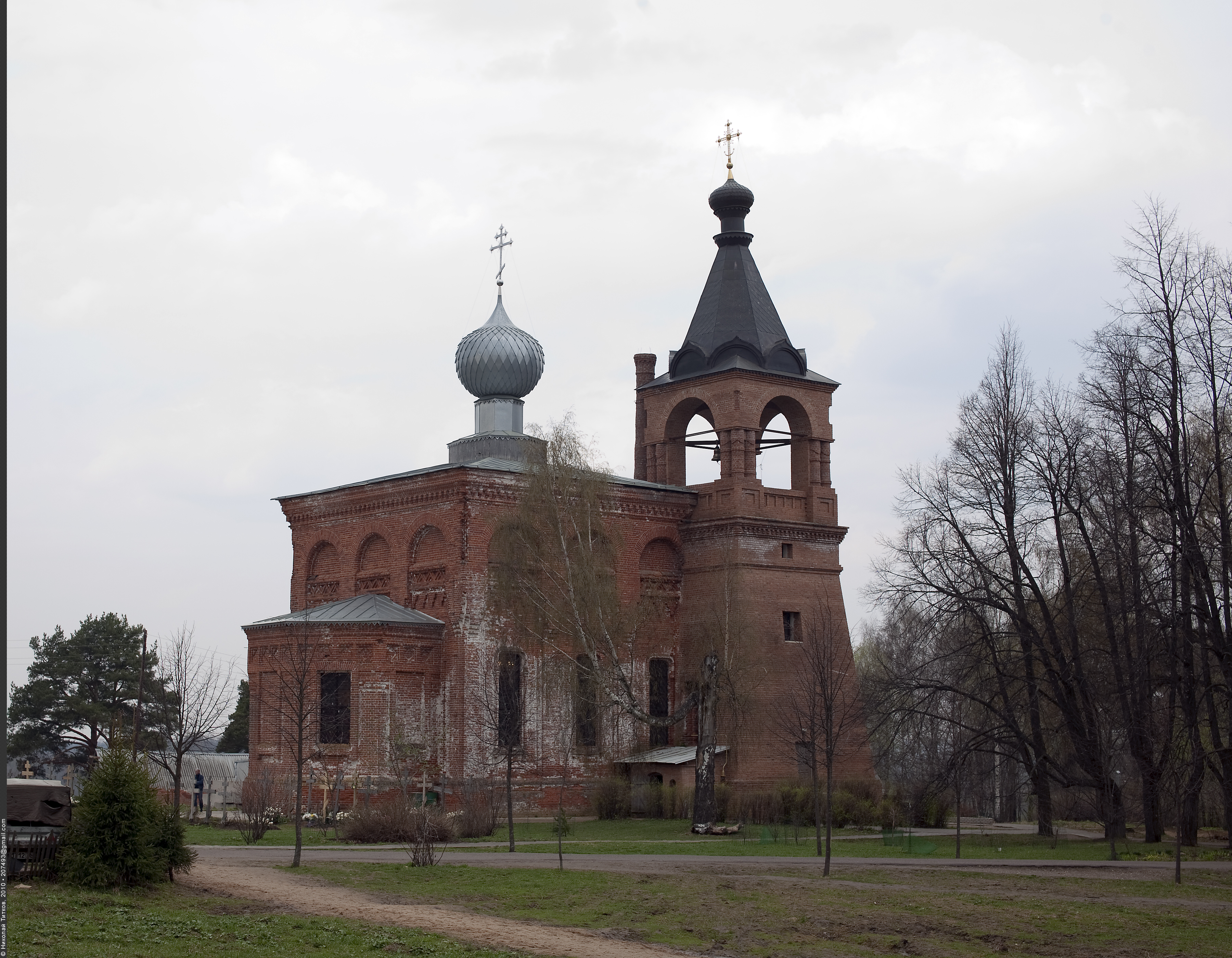
Алексиевский храм
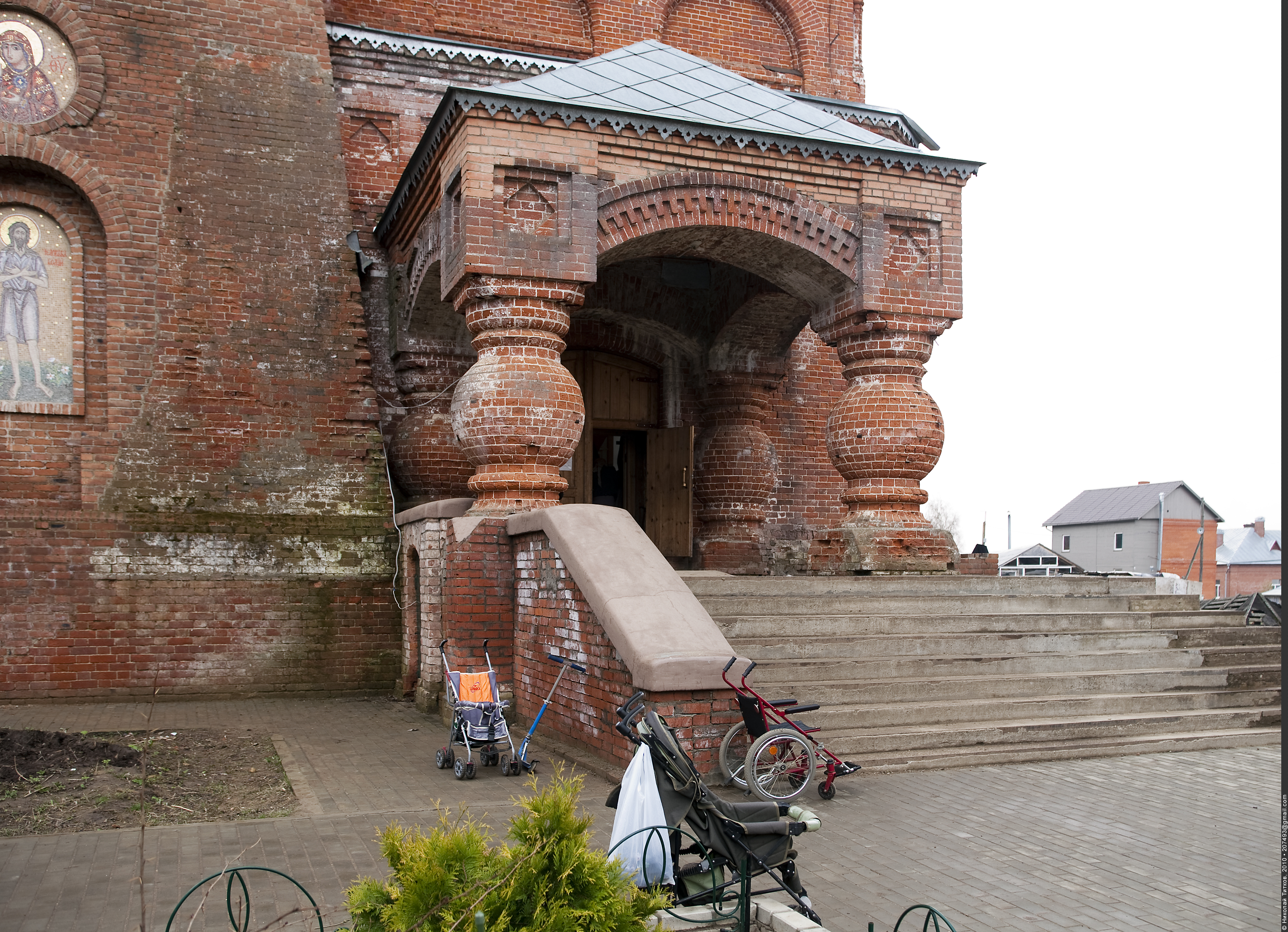
Алексиевский храм
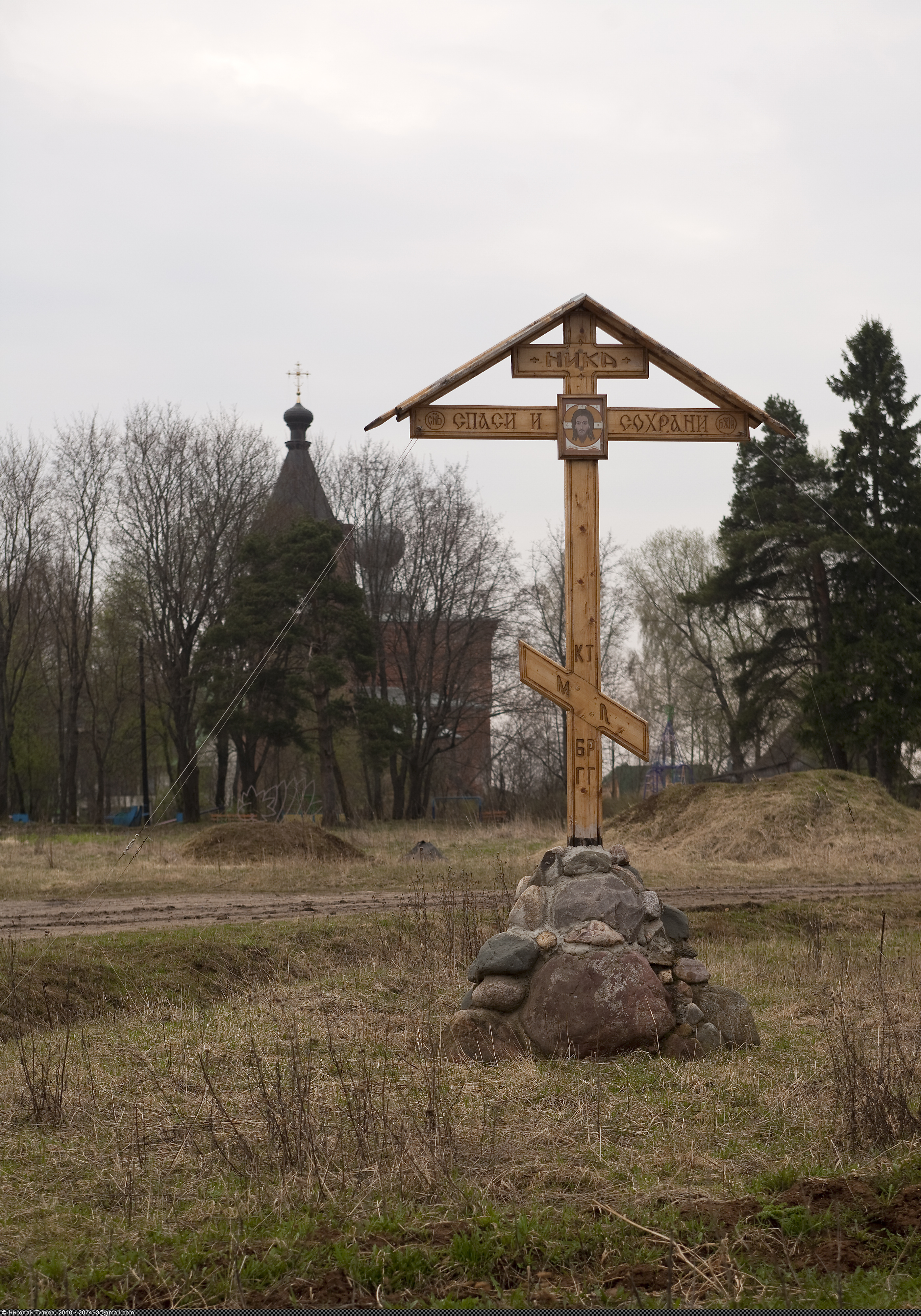
Крест при въезде (у въезда) в Пустынь